# Venia kakamega
Venia kakamega is een spinnensoort in de taxonomische indeling van de hangmatspinnen (Linyphiidae).
Het dier behoort tot het geslacht Venia. De wetenschappelijke naam van de soort werd voor het eerst geldig gepubliceerd in 2009 door Seyfulina & Rudy Jocqué.